# Avenue Huart Hamoir
Pour les articles homonymes, voir Huart et Hamoir.
L'avenue Huart Hamoir (en néerlandais : Huart Hamoirlaan) est une avenue bruxelloise de la commune de Schaerbeek qui va de la place Princesse Élisabeth (Gare de Schaerbeek) à la chaussée de Helmet (église de la Sainte-Famille) en passant par l'avenue Albert Giraud, l'avenue Jean Jaurès, l'avenue Sleeckx, l'avenue Maurice Maeterlinck et le square François Riga.
La numérotation des habitations va de 1 à 119 pour le côté impair et de 2 à 148 pour le côté pair.
L'avenue Huart Hamoir abrite un monument érigé en 1970 en mémoire des Congolais ayant combattu dans la Force publique sous le drapeau belge. Ce mémorial rappelle plus particulièrement la bataille de Redjaf (1897), la campagne de Tabora (1916) et la bataille de Saïo (1941) ; il est entouré de neuf petites bornes en pierre bleue rangées en cercle rappelant les autres victoires ou campagnes de la Force Publique : Kasongo (1893), La Lindi (1897), Usoke (1916), Mahenge (1917), Abyssinie (1941), Nigérie (1942/43), Moyen-Orient (1943/44), Italie (SAAF) et Birmanie (1944/46). C'est chaque année le lieu de cérémonies de commémoration. Un monument similaire a été inauguré en 2005 à Kinshasa.

## Histoire
Le domaine de Monplaisir, dont le château, construit par Pierre-Ferdinand Roose en 1690, était situé au rond-point de l'avenue Huart-Hamoir et s'étendait jusqu'aux rives de la Senne. Ce domaine fut loué de 1752 à 1780 à Charles de Lorraine qui y organisait des festivités et des parties de chasse. De 1786 à 1790, le château abrita la fabrique de porcelaine Monplaisir. Il fut démoli en 1907 pour permettre l'aménagement du nouveau quartier Monplaisir-Helmet.

## Éléments pittoresques
Le monument aux troupes belges en Afrique est entouré de pierres commémoratives de leurs campagnes militaires dont, curieusement, celle de Malaisie en 41-45 ; plus bas, au-dessus du square, trône un buste de Henri Jaspar ; on peut voir aussi un médaillon - quand il n'a pas disparu - à l'effigie de Jacques Georgin, colleur FDF d'affiches attaqué et tué par une dizaine de militants du Vlaamse Militanten Orde en 1970.
L'avenue porte le nom d'un ancien bourgmestre (1903-1909) schaerbeekois, Achille Huart Hamoir, né à Mons le 10 mars 1841 et décédé à Saint-Gilles le 6 avril 1913. D'autres voies ont reçu le nom d'un ancien bourgmestre schaerbeekois :
- place Colignon
- avenue et place Dailly
- avenue Docteur Dejase
- avenue Raymond Foucart
- rue Geefs
- place Général Meiser
- rue Goossens
- rue Herman
- rue Guillaume Kennis
- rue Ernest Laude
- rue Massaux
- boulevard Auguste Reyers
- rue Van Hove

Bruxelles possède également une avenue Hamoir à Uccle.

## Adresses notables
- no 43 : Ordre souverain de Malte
- no 65 : Maison du Foyer Schaerbeekois
- Mémorial Jacques Georgin

## Arbres remarquables
Ci-dessous, deux des plus gros arbres remarquables du square et de l'avenue Huart Hamoir répertoriés par la Commission des monuments et des sites :
| nom français                | nom latin              | cir. en cm |
| --------------------------- | ---------------------- | ---------- |
| Platane à feuilles d'érable | Platanus x hispanica   | 410        |
| Marronnier commun           | Aesculus hippocastanum | 310        |

Dans le jardin du 23 de l'avenue se trouve également répertorié un Fraxus excelsior (Frêne commun) de plus de 80 ans.